# Man o’ War (Pferd)
Man o’ War (* 29. März 1917 in Lexington (Kentucky); † 1. November 1947) war eines der erfolgreichsten Rennpferde der amerikanischen Vollblutzucht.

## Rennlaufbahn
Der Hengst gewann 20 von 21 Rennen, davon einmal mit einem Vorsprung von 100 Längen. Bei einem Rennen erreichte er den zweiten Platz.

## Zuchtlaufbahn
Sein erfolgreichster Sohn war War Admiral, auch sein Enkel Seabiscuit prägte die amerikanische Galopprennszene maßgeblich. Man o’ War war Leading Sire von 1926. 
Man o’ War starb 1947 im für Rennpferde hohen Alter von über 30 Jahren. Er wurde auf der Koppel beerdigt, auf der er seine letzten Lebensjahre verbrachte. Zu der Beerdigung, die live im Radio übertragen wurde, kamen 2000 Menschen. Auf seinem Grab wurde eine Bronzestatue errichtet, die dort bis 1976 stand und dann in den Kentucky Horse Park verlegt wurde.

## Rezeption
Auf der Liste der 100 besten amerikanischen Rennpferde des 20. Jahrhunderts, aufgestellt vom Blood-Horse Magazine, ist er die Nummer 1.
Im US-amerikanischen Pferdezentrum Lexington (Kentucky) führt der Man-O-War Boulevard vom Flughafen zur Rennbahn.
Die Bronzestatue am Grab inspirierte Joey DeMaio, seine True-Metal-Band Manowar nach diesem Rennpferd zu benennen.
| Vater Fair Play ch. 1905 | Hastings br. 1893   | Spendthrift   | Australian               |
| Vater Fair Play ch. 1905 | Hastings br. 1893   | Spendthrift   | Aerolite                 |
| Vater Fair Play ch. 1905 | Hastings br. 1893   | Cinderella    | Tomahawk                 |
| Vater Fair Play ch. 1905 | Hastings br. 1893   | Cinderella    | Manna                    |
| Vater Fair Play ch. 1905 | Fairy Gold ch. 1896 | Bend Or       | Doncaster                |
| Vater Fair Play ch. 1905 | Fairy Gold ch. 1896 | Bend Or       | Rouge Rose               |
| Vater Fair Play ch. 1905 | Fairy Gold ch. 1896 | Dame Masham   | Galliard                 |
| Vater Fair Play ch. 1905 | Fairy Gold ch. 1896 | Dame Masham   | Pauline                  |
| Mutter Mahubah b. 1910   | Rock Sand br. 1900  | Sainfoin      | Springfield              |
| Mutter Mahubah b. 1910   | Rock Sand br. 1900  | Sainfoin      | Sanda                    |
| Mutter Mahubah b. 1910   | Rock Sand br. 1900  | Roquebrune    | St.Simon                 |
| Mutter Mahubah b. 1910   | Rock Sand br. 1900  | Roquebrune    | St. Marguerite           |
| Mutter Mahubah b. 1910   | Merry Token b. 1891 | Merry Hampton | Hampton                  |
| Mutter Mahubah b. 1910   | Merry Token b. 1891 | Merry Hampton | Doll Tearshieet          |
| Mutter Mahubah b. 1910   | Merry Token b. 1891 | Mizpar        | Mangretor                |
| Mutter Mahubah b. 1910   | Merry Token b. 1891 | Mizpar        | Underhand Mare (FNo.4-c) |